# Eleições estaduais no Rio Grande do Norte em 1998
As eleições estaduais no Rio Grande do Norte em 1998 ocorreram em 4 de outubro como parte das eleições gerais em 26 estados e no Distrito Federal. Foram eleitos o governador Garibaldi Alves Filho, o vice-governador Fernando Freire, o senador Fernando Bezerra, oito deputados federais e vinte e quatro estaduais. Como o candidato mais votado obteve um total superior à metade mais um dos votos válidos o pleito foi decidido em primeiro turno e conforme a Constituição a posse do governador e de seu vice-governador se daria em 1º de janeiro de 1999 para quatro anos de mandato já sob a égide da reeleição.
Beneficiado pelo instrumento da reeleição o governador Garibaldi Alves Filho disputou um novo mandato à frente do Executivo potiguar. Jornalista nascido em Natal, formou-se advogado na Universidade Federal do Rio Grande do Norte e ingressou na política como substituto de seu pai, Garibaldi Alves, cujos direitos políticos estavam suspensos. Antes foi chefe de gabinete da prefeitura de Natal na gestão de seu tio, o também cassado Agnelo Alves. Partidário do MDB e depois do PMDB, elegeu-se deputado estadual em 1970, 1974, 1978 e 1982. Eleito prefeito de Natal em 1985, cumpriu o mandato e reuniu condições para eleger-se senador em 1990. Eleito governador do estado em 1994, teve o mandato renovado em 1998 e passou à história como o primeiro governador reeleito da história do Rio Grande do Norte.
Também reeleito, o vice-governador Fernando Freire é natural do Recife e adquiriu formação na área de Comércio Exterior em Londres e Amesterdã nos anos 1970. Filho de Jessé Freire, assessorou o pai na presidência da Confederação Nacional do Comércio, trabalhou na Associação Comercial do Rio de Janeiro e na iniciativa privada e em 1984 assumiu a presidência da Companhia Nacional de Álcalis. Sua estreia política aconteceu somente após a morte de seu irmão, Jessé Freire Filho, em 1988 e assim Fernando Freire foi eleito deputado federal pelo PFL em 1990. Nessa condição votou pela abertura do impeachment de Fernando Collor em 1992. Eleito vice-governador na chapa de Garibaldi Alves Filho via PPR em 1994, migrou para o PPB e foi reconduzido ao cargo em 1998.
Outro vitorioso foi o engenheiro civil Fernando Bezerra. Nascido em Santa Cruz, formou-se pela Universidade Federal do Rio Grande do Norte com pós-graduação em Engenharia Econômica e Administração de Negócios na Utah State University, chegou a dirigir o Departamento de Estradas de Rodagem potiguar, integrou o Conselho Rodoviário estadual e foi presidente do Clube de Engenharia do Rio Grande do Norte, além de trabalhar em empresas de sua família. Eleito presidente da Federação das Indústrias do Estado do Rio Grande do Norte em 1979, manteve o cargo por quinze anos. Membro da diretoria da Confederação Nacional da Indústria, foi eleito primeiro suplente de senador pelo PMDB na chapa de Garibaldi Alves Filho em 1990 sendo efetivado quatro anos depois quando o titular elegeu-se governador do Rio Grande do Norte. Sobrinho de Teodorico Bezerra, foi eleito presidente da CNI em outubro de 1995 e reeleito senador em 1998.

## Resultado da eleição para governador
Segundo o Tribunal Regional Eleitoral do Rio Grande do Norte houve 1.117.535 votos nominais.
| Candidato a governador(a) do estado | Candidato a vice-governador(a) | Número | Coligação                                                         | Votação | Percentual |
| ----------------------------------- | ------------------------------ | ------ | ----------------------------------------------------------------- | ------- | ---------- |
| Garibaldi Alves Filho PMDB          | Fernando Freire PPB            | 15     | Unidade Popular (PMDB, PPB, PPS, PSD, PAN, PMN, PRN, PRTB, PTdoB) | 560.667 | 50,17%     |
| José Agripino Maia PFL              | Gileno Guanabara PSB           | 25     | Vontade do Povo (PFL, PSB, PSDB, PTB, PL, PV, PSL)                | 462.177 | 41,36%     |
| Manoel Duarte PT                    | Juliano Siqueira PCdoB         | 13     | Frente Popular Potiguar (PT, PDT, PCdoB, PCB)                     | 75.164  | 6,73%      |
| Dário Barbosa PSTU                  | Eugênio Almeida PSTU           | 16     | PSTU (sem coligação)                                              | 8.124   | 0,73%      |
| Roberto Ronconi PSN                 | Esmeraldo Cavalcanti PSN       | 31     | PSN (sem coligação)                                               | 6.538   | 0,58%      |
| Marcônio Cruz PSC                   | Francisco Paiva PSC            | 20     |                                                                   | 4.865   | 0,43%      |

## Resultado da eleição para senador

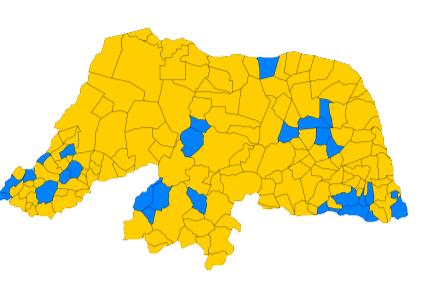
Mapa da eleição de senador:

Segundo o Tribunal Regional Eleitoral do Rio Grande do Norte houve 1.030.101 votos nominais.
| Candidatos a senador da República | Candidatos a suplente de senador                                      | Número | Coligação                                                         | Votação | Percentual |
| --------------------------------- | --------------------------------------------------------------------- | ------ | ----------------------------------------------------------------- | ------- | ---------- |
| Fernando Bezerra PMDB             | Agnelo Alves PMDB Tasso Rosado PMDB                                   | 15     | Unidade Popular (PMDB, PPB, PPS, PSD, PAN, PMN, PRN, PRTB, PTdoB) | 539.197 | 52,34%     |
| Carlos Alberto de Sousa PSDB      | Cipriano Correia PSDB Maria Gizenira Diógenes de Freitas Fernandes PL | 45     | Vontade do Povo (PFL, PSB, PSDB, PTB, PL, PV, PSL)                | 353.414 | 34,31%     |
| Hugo Manso PT                     | Henrique Miranda Sá Neto PDT Davi Queiroz de Macedo PDT               | 13     | Frente Popular Potiguar (PT, PDT, PCdoB, PCB)                     | 122.857 | 11,93%     |
| Sônia Godeiro PSTU                | Manoel Messias Maciel PSTU Edvaldo de Sousa Lima PSTU                 | 16     | PSTU (sem coligação)                                              | 14.633  | 1,42%      |

## Deputados federais eleitos
São relacionados os candidatos eleitos com informações complementares da Câmara dos Deputados.

Representação eleita
  PMDB: 4
  PFL: 3
  PPB: 1

| Número | Deputados federais eleitos | Partido | Votação | Percentual | Cidade onde nasceu | Unidade federativa  |
| 1511   | Henrique Eduardo Alves     | PMDB    | 163.572 | 15,74%     | Rio de Janeiro     | Rio de Janeiro      |
| 1111   | Iberê Ferreira             | PPB     | 103.099 | 9,92%      | Natal              | Rio Grande do Norte |
| 1555   | Múcio Sá                   | PMDB    | 82.484  | 7,94%      | Mossoró            | Rio Grande do Norte |
| 2507   | Lavoisier Maia             | PFL     | 73.933  | 7,11%      | Catolé do Rocha    | Paraíba             |
| 2511   | Betinho Rosado             | PFL     | 61.670  | 5,93%      | Mossoró            | Rio Grande do Norte |
| 2512   | Ney Lopes                  | PFL     | 61.659  | 5,93%      | Natal              | Rio Grande do Norte |
| 1515   | Ana Catarina Alves         | PMDB    | 52.878  | 5,09%      | Rio de Janeiro     | Rio de Janeiro      |
| 1520   | Laíre Rosado               | PMDB    | 51.509  | 4,96%      | Mossoró            | Rio Grande do Norte |

## Deputados estaduais eleitos
Estavam em jogo 24 cadeiras da Assembleia Legislativa do Rio Grande do Norte.

Representação eleita
  PMDB: 8
  PFL: 5
  PPB: 3
  PL: 2
  PSB: 2
  PT: 1
  PTB: 1
  PSDB: 1
  PDT: 1

Fonteː
| Número | Deputados estaduais eleitos | Partido | Votação | Percentual | Cidade onde nasceu   | Unidade federativa  |
| 15222  | Álvaro Dias                 | PMDB    | 45.260  | 4,03%      | Natal                | Rio Grande do Norte |
| 15180  | Carlos Eduardo Alves        | PMDB    | 41.689  | 3,71%      | Rio de Janeiro       | Rio de Janeiro      |
| 40111  | Márcia Maia                 | PSB     | 41.269  | 3,68%      | Natal                | Rio Grande do Norte |
| 13113  | Fátima Bezerra              | PT      | 30.697  | 2,73%      | Nova Palmeira        | Paraíba             |
| 15141  | José Dias                   | PMDB    | 28.948  | 2,58%      | Umarizal             | Rio Grande do Norte |
| 15123  | Wober Júnior                | PMDB    | 28.452  | 2,53%      | Natal                | Rio Grande do Norte |
| 25111  | Robinson Faria              | PFL     | 27.645  | 2,46%      | Natal                | Rio Grande do Norte |
| 11111  | Ricardo Motta               | PPB     | 27.326  | 2,43%      | Natal                | Rio Grande do Norte |
| 22206  | Nelter Queiroz              | PL      | 27.211  | 2,42%      | Jucurutu             | Rio Grande do Norte |
| 15144  | Frederico Rosado            | PMDB    | 26.208  | 2,33%      | Mossoró              | Rio Grande do Norte |
| 25125  | Alexandre Cavalcanti        | PFL     | 24.275  | 2,16%      | São Paulo do Potengi | Rio Grande do Norte |
| 11122  | Nelson Freire               | PPB     | 23.196  | 2,07%      | Natal                | Rio Grande do Norte |
| 15122  | Tarcísio Andrade            | PMDB    | 22.334  | 1,99%      | Natal                | Rio Grande do Norte |
| 15121  | Elias Fernandes Neto        | PMDB    | 22.073  | 1,97%      | Pau dos Ferros       | Rio Grande do Norte |
| 14111  | Raimundo Freitas Júnior     | PTB     | 21.374  | 1,90%      | Mossoró              | Rio Grande do Norte |
| 15120  | Sandra Rosado               | PMDB    | 19.911  | 1,77%      | Mossoró              | Rio Grande do Norte |
| 11102  | Ronaldo Soares              | PPB     | 19.694  | 1,75%      | Assu                 | Rio Grande do Norte |
| 22220  | Vidalvo Costa               | PL      | 19.623  | 1,75%      | [ nota 3 ]           | [ nota 4 ]          |
| 25110  | Getúlio Rêgo                | PFL     | 19.550  | 1,74%      | Portalegre           | Rio Grande do Norte |
| 45111  | Pedro Melo Filho            | PSDB    | 19.524  | 1,74%      | Natal                | Rio Grande do Norte |
| 25112  | Ruth Ciarlini               | PFL     | 19.480  | 1,74%      | Mossoró              | Rio Grande do Norte |
| 25221  | José Adécio Costa           | PFL     | 19.147  | 1,71%      | Pedro Avelino        | Rio Grande do Norte |
| 40133  | Antônio Jácome              | PSB     | 14.118  | 1,26%      | Sousa                | Paraíba             |
| 12111  | Leonardo Câmara             | PDT     | 12.796  | 1,14%      | João Pessoa          | Paraíba             |